# Степан (Вапрович)
Епископ Степан Вапрович (укр. Степан Вапрович) епископ УГКЦ, украинский церковный деятель, миссионер и епископ-помощник Станиславской епархии УГКЦ 1945 по 2 марта 1964

## Биография
Родился 1 марта 1899 года в Иване-Пусте. В 1926 году получил иерейскую хиротонию с рук епископа Григория Хомишина. 17 сентября 1927 года поехал вместе с отцом Степаном Турчином в Аргентину проповедовать в среде украинских эмигрантов. Через год отец Степан Турцин вернулся в Галицию из-за проблем со здоровьем а Степан Вапрович остался единственным украинским греко-католическим священником на всю Аргентину. В 1935 году покинул Аргентину оставив после себя пять церквей. С 1935 по 1939 профессор и префект Станиславской семинарии.
В апреле 1945 года получил епископскую хиротонию с рук Григория Хомишина. С 1945 по 1950 год на ссылке. С 1950 по 1957 год работал на родине. С 1957 года вернулся в родное село.